# Делакруз, Джордан
Джо́рдан Эли́забет Делакруз (англ. Jourdan Elizabeth Delacruz, род. 20 мая 1998 года, Уайли, Техас, США) — американская тяжелоатлетка. Победительница Панамериканского чемпионата 2020 года в весовой категорий до 49 кг, бронзовый призёр чемпионата мира 2023 года.

## Карьера
В 2019 году на Панамериканском чемпионате в Гватемале, американская тяжелоатлетка завоевала золотую медаль в весовой категории до 55 кг с результатом 207 кг в сумме двоеборья.
В 2020 году на Панамериканском чемпионате в Санто-Доминго, американская тяжелоатлетка завоевала золотую медаль в весовой категории до 49 кг с результатом 200 кг в сумме двоеборья. В 2019 году перешла в весовую категорию до 49 кг.
В Саудовской Аравии, где состоялся Чемпионат мира по тяжёлой атлетике 2023 года, американская спортсменка в категории до 49 кг завоевала бронзовую медаль чемпионата мира с результатом 200 кг по сумме двух упражнений. Малая бронзовая медаль в толчке с весом на штанге 112 кг также досталась ей. 

## Спортивные результаты
| Год              | Место проведения           | Вес              | Рывок (кг)       | Рывок (кг)       | Рывок (кг)       | Рывок (кг)       | Толчок (кг)      | Толчок (кг)      | Толчок (кг)      | Толчок (кг)      | Сумма            | Место            |
| Год              | Место проведения           | Вес              | 1                | 2                | 3                | Место            | 1                | 2                | 3                | Место            | Сумма            | Место            |
| Олимпийские игры | Олимпийские игры           | Олимпийские игры | Олимпийские игры | Олимпийские игры | Олимпийские игры | Олимпийские игры | Олимпийские игры | Олимпийские игры | Олимпийские игры | Олимпийские игры | Олимпийские игры | Олимпийские игры |
| ---------------- | -------------------------- | ---------------- | ---------------- | ---------------- | ---------------- | ---------------- | ---------------- | ---------------- | ---------------- | ---------------- | ---------------- | ---------------- |
| 2021             | Токио, Япония              | 49 кг            | 83               | 86               | 89               | 3                | 108              | 108              | 108              | —                | —                | —                |
| Чемпионаты мира  |                            |                  |                  |                  |                  |                  |                  |                  |                  |                  |                  |                  |
| 2018             | Ашхабад, Туркмения         | 55 кг            | 83               | 83               | 86               | 16               | 107              | 110              | 112              | 10               | 198              | 13               |
| 2019             | Паттайя, Таиланд           | 55 кг            | 87               | 88               | 91               | 11               | 109              | 112              | 115              | 7                | 200              | 9                |
| 2022             | Богота, Колумбия           | 49 кг            | 84               | 86               | 86               | 6                | 105              | 105              | 109              | 5                | 191              | 7                |
| 2023             | Эр-Рияд, Саудовская Аравия | 49 кг            | 85               | 85               | 88               | 4                | 107              | 108              | 112              | 3                | 200              | 3                |